# Hyagnis aethiopicus
Hyagnis aethiopicus är en skalbaggsart som beskrevs av Stefan von Breuning 1974. Hyagnis aethiopicus ingår i släktet Hyagnis och familjen långhorningar. Inga underarter finns listade i Catalogue of Life.